# Kuchyně Trinidadu a Tobaga

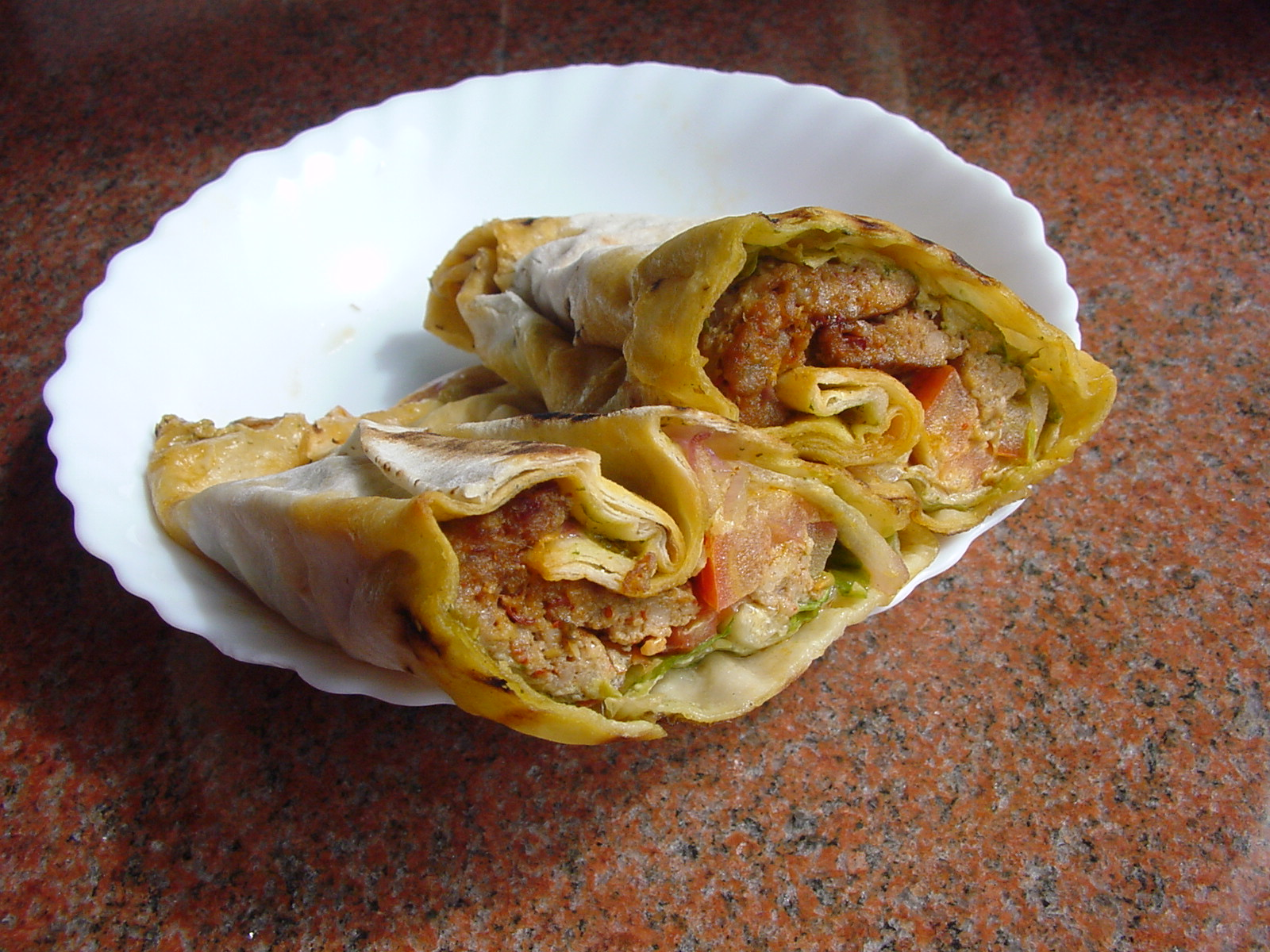
Roti

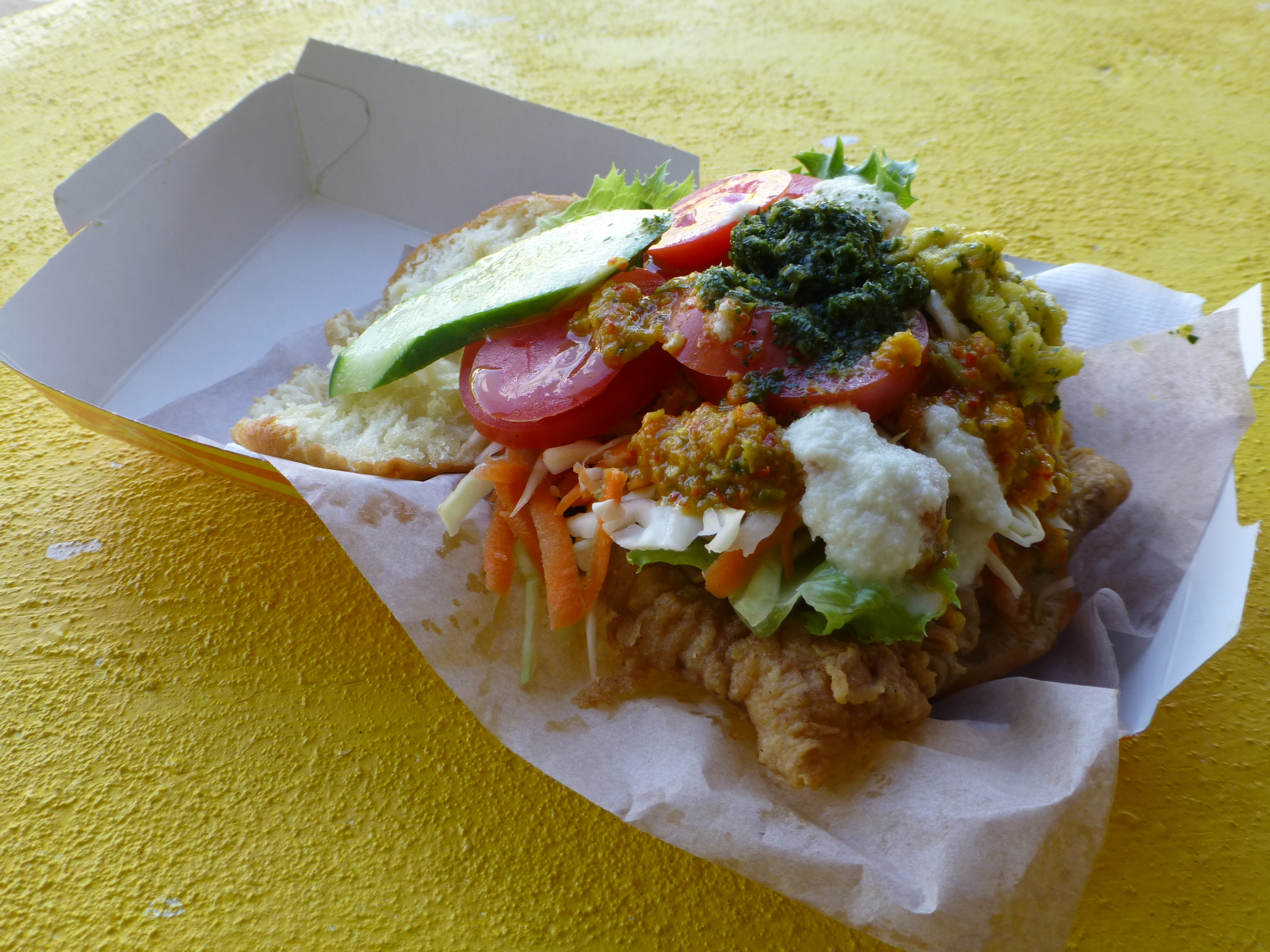
Bake and shark

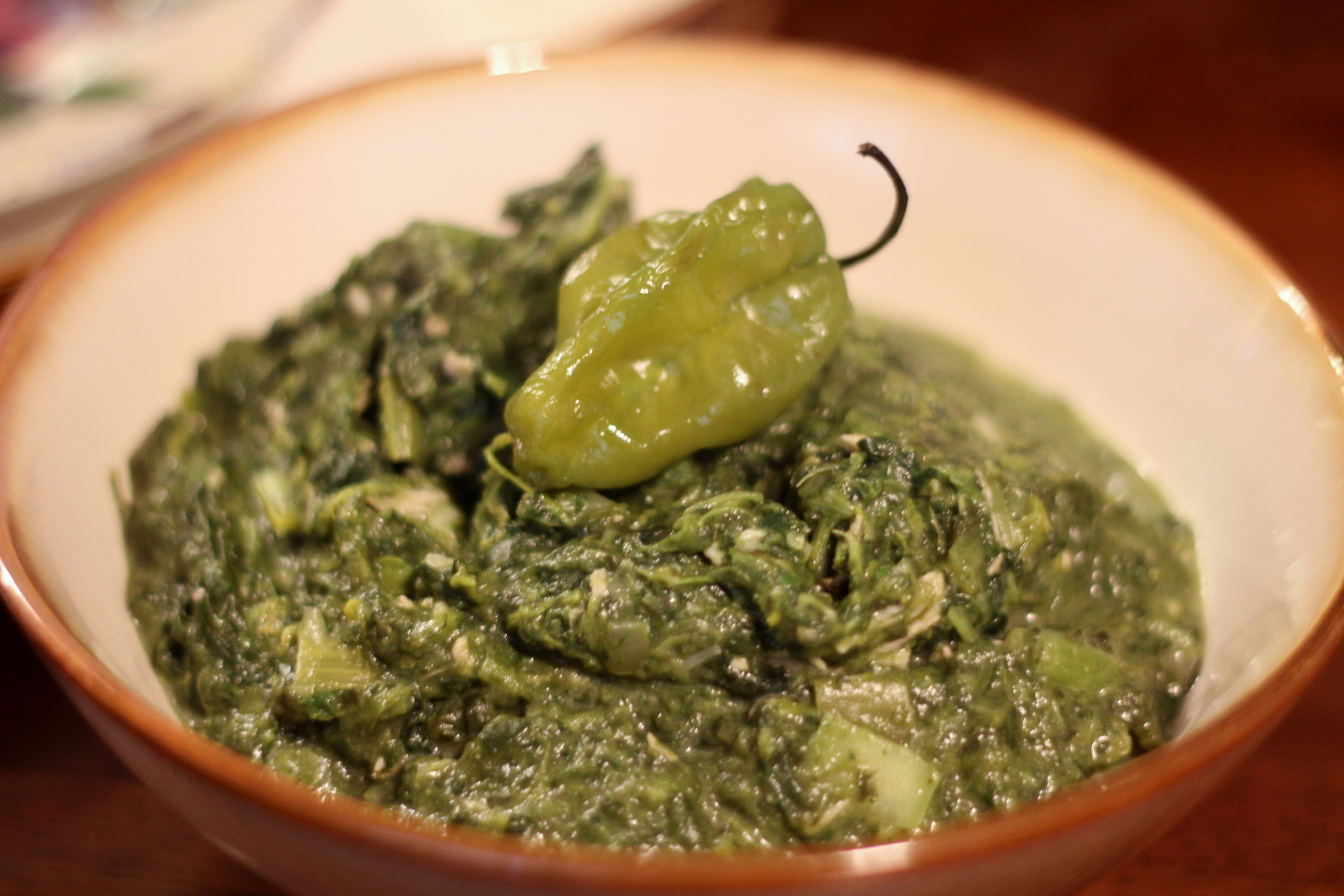
Callaloo

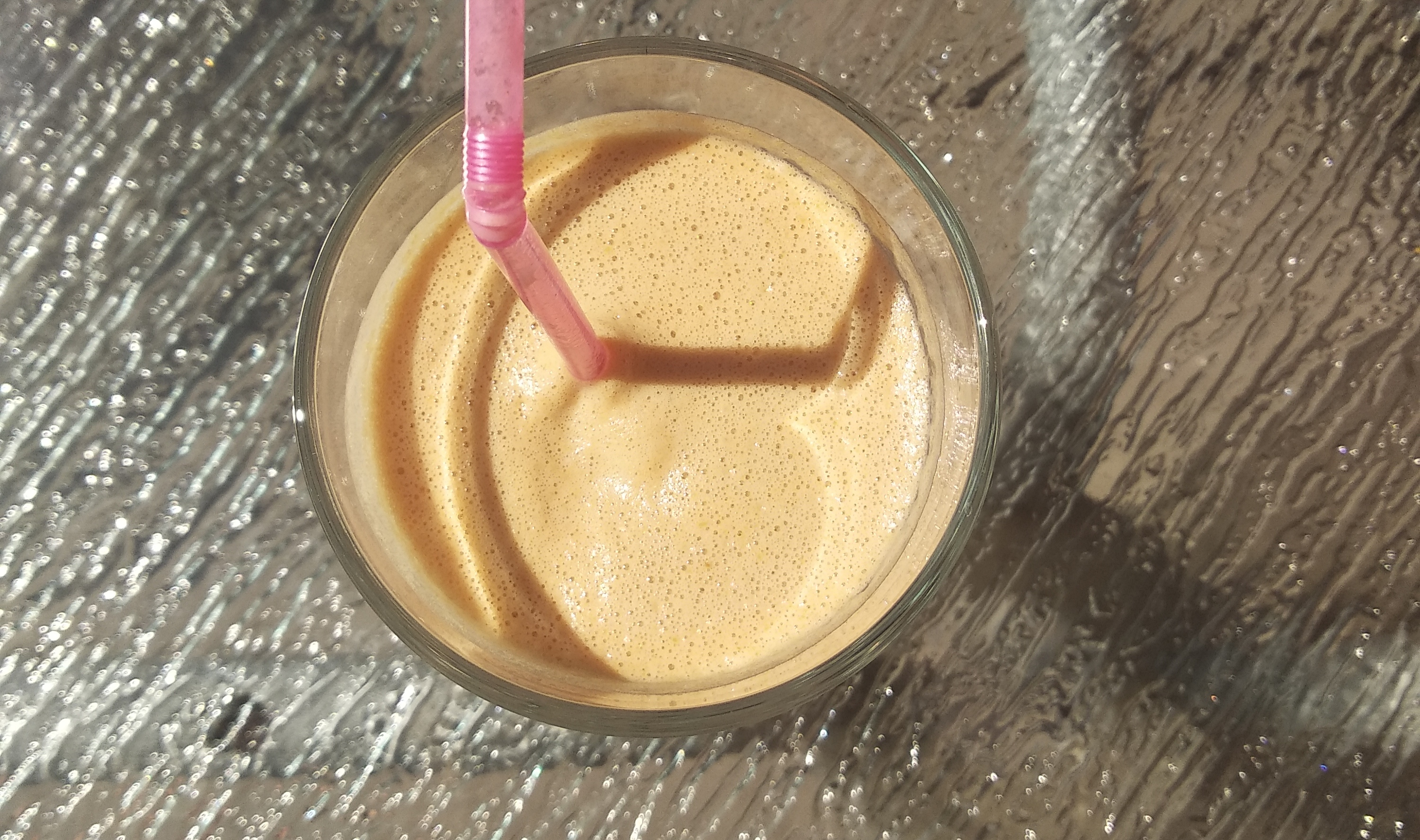
Peanut punch

Kuchyně Trinidadu a Tobago (anglicky: Trinidad and Tobago cuisine) je kombinací africké kuchyně, kreolské kuchyně, indické kuchyně, arabské kuchyně, latinskoamerické kuchyně, evropské kuchyně a kuchyně místních Indiánů.
Trinidadská kuchyně typicky používá mnoho chilli, z Trinidadu pochází mnoho odrůd chilli papriček, jako trinidad moruga scorpion.

## Příklady trinidadských pokrmů
Příklady trinidadských pokrmů:
- Mnoho druhů kari
- Roti, placka z těsta plněná kari
- Doubles, cizrnové kari podávané se smaženou plackou bara
- Bake and Shark, populární pouliční jídlo, sendvič plněný smaženým žraločím masem a zeleninou
- Fried bake, smažené placky z mouky
- Callaloo, pokrm z dušených listů taro (kolokázie jedlá)
- Pelau, rýžový pokrm s masem, luštěninami
- Fish broth, specialita ostrova Tobago, rybí polévka podobná bouillabaisse
- Čatní, pikantní pomazánka
- Pastelle, trinidadská obdoba tamales, plněná kukuřičná hmota podávaná v banánovém listě
- Rum cake, dezert z rumu a sušeného ovoce

## Příklady trinidadských nápojů
Příklady trinidadských nápojů:
- Peanut punch, nápoj z arašídového másla
- Mauby, nápoj z kůry stromu
- Rum
- Kokosová voda
- Pivo
- Limonády